# 袁振
袁振（1917年—2003年8月19日），原名原风彩，又名袁彰武，山东莱州人，中华人民共和国政治人物。

## 生平

### 民国时期
1936年在曲阜师范读书时，加入中国共产党，毕业后抵达山东省鱼台县，以教书为掩护，秘密从事革命活动。抗日战争时期，先后参与开创、巩固和发展泰西、鲁西、冀鲁豫、豫东抗日根据地，1937年，抵达长清县大峰山组建抗日大队，担任第四大队政治指导员。1938年，抵达泰西特委，任特委民运部部长、宣传部部长，后特委改地位，先任组织部部长、后任地委书记兼军分区政治委员、鲁西区党委委员。1941年，率部击毙日军少将土屋兵驻，后担任泰西地委书记。1944年，他抵达冀鲁豫分局党校高级干部队，任党支部副书记。恰逢河南战役结束，国军放弃豫东，而中共中央则向水东地区增派兵力。同年6月，冀鲁豫军区抽调三百余人，由袁振、余克勤率领，从兰封、内黄跨越陇海铁路，后进入水东地区。7月4日，担任中共水东地委书记，部队整编为新四军第四师水东独立团，余克勤任团长、袁振任政委。1945年，水东抗日根据地逐渐扩展，并打通华北、华中抗日根据地交通，并组建中共冀鲁豫第十三地委。同年3月，成立冀鲁豫军区第十二军分区，他任地委书记兼军区政委。
第二次国共内战期间，曾任中共冀鲁豫区委党校副校长、区委委员。1947年7月，任干部南下支队司令员兼政委，随刘邓大军进入大别山。同年9月，任江汉区党委副书记兼组织部长。1949年6月，任中共湖北省委常委兼宣传部长。

### 共和国时期
中华人民共和国成立后，1953年，历任荆汀分洪指挥部副总政委，直接指挥荆江分洪工程建设。后担任中共中央中南局重工业部副部长，中南军政委员会财委副主任。后担任武汉钢铁公司副总经理。1954年10月，调任鞍山钢铁公司党委第一书记兼总经理，中共鞍山市委第二书记。1958年9月，兼任鞍山钢铁学院院长。1964年5月，调任山西省委书记处书记，兼太原市委第一书记。文化大革命期间受到迫害。1975年，任河北省承德地委书记兼承德市委第一书记。1978年12月，补选为中共安徽省委常委。1982年4月，当选安徽省委书记（周子健任代理第一书记）。1983年3月，担任副书记（黄璜任书记），1984年12月离职，改任安徽省顾问委员会主任等职（1987年2月1日离职）。
2003年8月19日，在北京去世，享年87岁。